# Киевский 5-й гренадерский полк
5-й гренадерский Киевский Его Императорского Высочества Наследника Цесаревича полк — воинская часть Русской императорской армии. С 1811 года входил в состав 2-й гренадерской дивизии.
- Старшинство — 25 июня 1700 г.
- Полковой праздник — 29 июня

## Дислокация полка
- 1771 — Пернов[1]. Входил в состав Лифляндской дивизии.
- 1796 — Киев.
- 1820 — Мещовск Калужской губернии. Второй батальон полка находился на поселении.[2]
- С 1890-х по 1914 — Москва, Павловская ул., Александровские казармы.

## История

Батальонные барабанщики украинской инспекции Киевского гренадерского полка (1802—1805 гг.).

- Февраль 1700 — Сформирован из даточных как солдатский полковника Вилима Вилимовича фон Дельдена.
- 1700 — Участвовал в Нарвской битве.
- 1703 — Генерал-фельдмаршала графа Шереметева полк.
- 1704 — Участвовал в штурме Нарвы.
- 10 марта 1708 — Киевский солдатский полк.
- 1709 — Сражался под Ригой и Полтавой.
- 1713 — Сражался в Померании.
- 16 июля — 13 ноября 1727 — Суздальский пехотный полк.
- 13 ноября 1727 — Киевский пехотный полк
- 1756 — Киевский мушкетёрский полк.
- 25 апреля 1762 — Генерал-аншефа князя Александра Голицына полк.
- 5 июня 1762 — Киевский мушкетёрский полк.
- 14 января 1785 — Киевский гренадерский полк.

Франсиско Миранда, бывший в Крыму в свите Г. А. Потёмкина в январе 1787 года во время подготовки к Таврическому вояжу Екатерины II, писал: "Рано утром Киселев и я, а также присоединившийся к нам принц Нассау уселись в дрожки и в сопровождении проводника-переводчика направились в Карасубазар, находящийся на расстоянии четырех или пяти верст отсюда. Миновали возвышенность, где бьет прекрасный родник с изумительной водой, а невдалеке расположились лагерем Таврический и Киевский гренадерские полки, которые мы видели в парадном строю и на марше — безусловно, лучшее в этом роде, что мне довелось наблюдать...".
- 1796 — определён в Украинскую инспекцию.
- 24 октября 1798 — Гренадерский генерала от инфантерии Беклешова полк.
- 7 июня 1799 — Гренадерский генерал-майора Пассека полк.
- 31 марта 1801 — Киевский гренадерский полк.
- 1805 — Отличился в сражении под Шёнграбеном, награждён Георгиевским знаменем (первым в российской армии)
- 1806 — Определён в 10-ю дивизию.
- Март 1811 — Определён во 2-ю гренадерскую дивизию.
- С 12 (24) июня 1812 года полк в составе 2-й гренадерской дивизии 8-го пехотного корпуса участвовал в Отечественной войне 1812 года, а затем Заграничных походах Русской армии 1813—1814 годов.[4],[5],[6]

Князь Андрей, постоянно находясь при главнокомандующем, следя за движениями масс и общими распоряжениями и постоянно занимаясь историческими описаниями сражений, и в этом предстоящем деле невольно соображал будущий ход военных действий только в общих чертах. Ему представлялись лишь следующего рода крупные случайности: «Ежели неприятель поведет атаку на правый фланг, — говорил он сам себе, — Киевский гренадерский и Подольский егерский должны будут удерживать свою позицию до тех пор, пока резервы центра не подойдут к ним. В этом случае драгуны могут ударить во фланг и опрокинуть их. В случае же атаки на центр мы выставляем на этом возвышении центральную батарею и под её прикрытием стягиваем левый фланг и отступаем до оврага эшелонами», — рассуждал он сам с собою... (Лев Толстой. Война и мир)
- 1830—1831 — Участвовал в Польском походе:
  - 25—27 августа 1831 — Участвовал в штурме и взятии Варшавы.
- 28 января 1833 — Присоединена половина упразднённого 3-го карабинерного полка.
- 1 января 1834 — Гренадерский Его Королевского Высочества наследного принца Оранского полк.
- 6 октября 1840 — Гренадерский принца Оранского полк.
- 14 марта 1849 — Гренадерский Его Величества Короля Нидерландского полк.
- 19 марта 1857 — Киевский гренадерский Его Величества Короля Нидерландского полк.
- 25 марта 1864 — 5-й гренадерский Киевский Его Величества Короля Нидерландского полк.
- 1877—1878 — Участвовал в русско-турецкой войне:
  - 28 ноября 1877 — Участвовал в сражении при Плевне.
- 23 ноября 1890 — 5-й гренадерский Киевский полк.
- 25 марта 1891 — 5-й гренадерский Киевский генерал-фельдмаршала князя Николая Репнина полк.
- 11 апреля 1903 — 5-й гренадерский Киевский генерал-фельдмаршала князя Николая Репнина, ныне Его Императорского Высочества Великого Князя Сергия Александровича полк.
- 10 февраля 1905 — 5-й гренадерский Киевский генерал-фельдмаршала князя Николая Репнина, ныне Его Императорского Высочества Великой Княгини Елизаветы Феодоровны полк.
- 1 июня 1912 — 5-й гренадерский Киевский генерал-фельдмаршала князя Николая Репнина, ныне Его Императорского Высочества Наследника Цесаревича полк.
- 6 мая 1913 — 5-й гренадерский Киевский Его Императорского Высочества Наследника Цесаревича полк.
- Участвовал в Первой мировой войне. В частности - на Висле[8], в Барановичской операции 1916 г.[9]
- 4 марта 1917 — 5-й гренадерский Киевский генерал-фельдмаршала князя Николая Репнина полк.

## Шефыполка
- 25.04.1762 — 05.07.1762 — генерал-аншеф князь Голицын, Александр Михайлович
- 20.10.1786 — 03.12.1791[~ 2] — генерал-адъютант генерал-аншеф граф Брюс, Яков Александрович
- 03.12.1796 — 17.09.1797 — генерал-майор (с 19.07.1797 генерал-лейтенант) барон фон Ферзен, Ермолай Егорович
- 17.09.1797 — 12.03.1798 — генерал-майор Коновницын, Пётр Петрович
- 12.03.1798 — 14.03.1798 — генерал от инфантерии граф Гудович, Иван Васильевич
- 14.03.1798 — 24.10.1798 — генерал-лейтенант князь Дашков, Павел Михайлович
- 24.10.1798 — 07.06.1799 — генерал от инфантерии Беклешов, Александр Андреевич
- 07.06.1799 — 06.08.1803 — генерал-майор Пассек, Пётр Петрович
- 06.08.1803 — 28.04.1813 — генерал-лейтенант наследный принц Саксен-Веймарнский Карл Фридрих
- 28.04.1813 — 01.09.1814 — генерал-майор (с 14.08.1814 генерал-лейтенант) Инзов, Иван Никитич
- 01.01.1834 — 23.11.1890 — король Нидерландский Виллем III
- 11.04.1903 — 10.02.1905 — Великий князь Сергей Александрович
- 10.02.1905 — 01.06.1912 — Великая княгиня Елизавета Фёдоровна
- 01.06.1912 — 04.03.1917 — Наследник Цесаревич и Великий князь Алексей Николаевич

## Командиры полка

Фузелерные шапки Киевского Гренадерского полка. 1797—1801 гг.

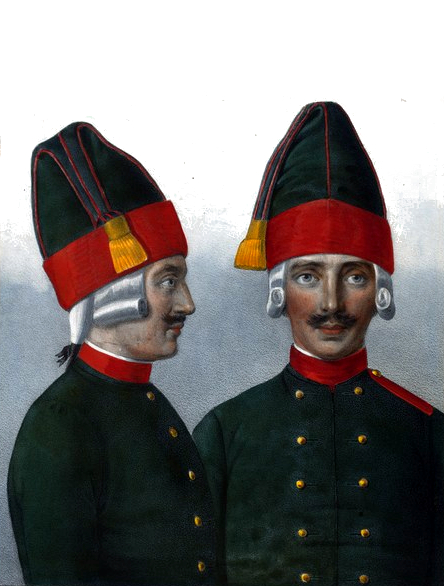
Фуражные шапки Киевского Гренадерского полка. 1797—1801 гг.

- 25.06.1700 — 19.11.1700[~ 3] — полковник фон Дельден, Вилим Вилимович
- xx.xx.1701 — xx.xx.1702 — Циммерман, Христофор Андреевич
- xx.xx.1702 — xx.xx.1703 — Гулиц, Иоаким Андреевич
- xx.06.1703 — xx.xx.1705 — Геринг (Геренк, Геренок) Николай Андреевич
- xx.xx.1709 — xx.xx.1710 — Карташев, Григорий Иванович
- xx.08.1710 — хх.хх.1722 — полковник (с 15.03.1719 бригадир) Левашов, Василий Яковлевич
- 07.03.1722 — 23.12.1735 — полковник Клечковский, Никита Лукич
- хх.хх.1735 — хх.хх.1737 — полковник Келенгер, Иван Иванович
- хх.хх.1737 — 31.03.1740 — полковник фон Броун, Юрий (Георгий) Юрьевич
- 14.04.1740 — хх.хх.1741 — полковник граф Цузольмс
- 05.02.1741 — 25.04.1752 — полковник Дрозман, Иоганн (Иван) Иванович
- 25.04.1752 — 25.12.1755 — полковник фон Трейден, Иван Яковлевич
- 25.12.1755 — 01.06.1758 — полковник князь Долгоруков, Фёдор Сергеевич
- 01.06.1758 — после хх.07.1759 — полковник фон Фрейман, Богдан
- 17.04.1763 — 09.01.1771 — полковник (с 12.10.1770 бригадир) Черешников, Григорий
- 09.01.1771 — 08.10.1777 — полковник Фохт, Густав Рейнгольд Иванович
- хх.хх.1777 — xx.xx.1784 — флигель-адъютант полковник (с 28.06.1782 бригадир) Апраксин, Степан Степанович
- xx.xx.1784 — 25.03.1791 — полковник (с 21.04.1789 бригадир) Красно-Милашевич, Василий Иванович
- 17.09.1792 — хх.хх.1794 — полковник Парфентьев, Илья
- хх.хх.1794 — 16.09.1797 — полковник Дашков, Аполлон Андреевич
- 12.08.1798 — 15.03.1802 — подполковник (с 08.06.1799 полковник) Левицкий, Михаил Иванович
- 15.03.1802 — 18.05.1803 — полковник Бенардос, Егор Андреевич
- 06.08.1803 — 15.11.1804 — генерал-майор Пассек, Пётр Петрович
- 18.11.1804 — 19.03.1812 — генерал-майор Инзов, Иван Никитич
- 19.03.1812 — 22.10.1812[~ 4] — командующий подполковник Чашников, Дмитрий Андреевич
- 21.01.1813 — 29.08.1814 — полковник (с 15.09.1813 генерал-майор) Писарев, Александр Александрович
- 29.08.1814 — 17.02.1816 — подполковник Барков, Михаил Алексеевич
- 17.02.1816 — 04.03.1820 — полковник Жуков, Николай Иванович
- 04.03.1820 — 01.01.1826 — полковник Фролов, Пётр Николаевич
- 06.01.1826 — 20.02.1830 — подполковник (с 23.08.1826 полковник) Протасов, Иван Яковлевич
- 20.02.1830 — 22.08.1831 — полковник Мандерштерн, Август Егорович
- 01.11.1831 — 14.02.1833 — полковник Рот, Людвиг Христианович
- 14.02.1833 — 14.07.1840 — полковник Володкович, Юлий Яковлевич
- 01.08.1840 — 06.12.1849 — полковник Ивашинцев, Сергей Николаевич
- 06.12.1849 — 26.09.1851 — полковник Кениг, Владимир Адольфович
- 26.09.1851 — 09.03.1857 — полковник (с 26.08.1856 генерал-майор) граф Нирод, Михаил Евстафьевич
- 09.03.1857 — 18.02.1862 — полковник Соболевский, Василий Львович
- 18.02.1862 — 19.07.1864 — полковник Дохтуров, Сергей Иванович
- хх.хх.1864 — 1865/1866 — полковник Лелюхин, Михаил Иванович
- до.01.10.1866 — 16.04.1872 — флигель-адъютант полковник Гадон, Сергей Станиславович
- 04.05.1872 — 19.12.1873 — полковник Тимрот, Гофорд Александрович
- 04.01.1874 — 24.02.1877 — полковник Шафгаузен-Шенберг-Эк-Шауфус, Дмитрий Николаевич
- 03.03.1877 — 10.05.1878[~ 2] — полковник Пущин, Михаил Николаевич
- 25.05.1878 — 15.08.1888 — полковник Маклаков, Александр Константинович
- 15.08.1888 — 26.07.1894 — полковник барон Розен, Александр-Степан Фридрихович
- 30.07.1894 — 03.03.1897 — полковник (с 14.05.1896 генерал-майор) Авеллан, Карл Карлович
- 28.03.1897 — 06.09.1899 — полковник Рудановский, Константин Адрианович
- 06.10.1899 — 24.02.1902 — полковник Говоров, Николай Иванович
- 09.03.1902 — 29.04.1903 — полковник Гадон, Владимир Сергеевич
- 21.04.1903 — 30.07.1906 — полковник Чекмарёв, Виктор Иванович
- 03.10.1906 — 04.11.1909 — полковник Обручев, Николай Афанасьевич
- 14.11.1909 — 22.11.1913 — полковник фон Эттер, Иван Севастьянович
- 30.11.1913 — 19.06.1915 — полковник Верёвкин Александр Фёдорович
- 19.06.1915 — 25.10.1915 — полковник Дединцев, Лев Николаевич
- 25.10.1915 — 19.11.1915 — полковник Егорьев, Владимир Николаевич
- 30.11.1915 — 09.02.1917 — полковник (с 27.12.1916 генерал-майор) Дединцев, Лев Николаевич
- 11.02.1917 — 14.11.1917 — полковник Смирнов, Владимир Михайлович
- 15.11.1917 — 12.12.1917 — полковник Лукьянов Григорий Лукич
- 13.12.1917 — 21.12.1917 — полковник Байрам-Алибеков Георгий Сергеевич

## Эволюция знаков различия

### 1890—1904 гг.
| Описание     | Знаки различия (1890—1904 гг.) | Знаки различия (1890—1904 гг.) | Знаки различия (1890—1904 гг.) | Знаки различия (1890—1904 гг.) | Знаки различия (1890—1904 гг.) | Знаки различия (1890—1904 гг.) |
| ------------ | ------------------------------ | ------------------------------ | ------------------------------ | ------------------------------ | ------------------------------ | ------------------------------ |
|              |                                |                                |                                |                                |                                |                                |
| Погоны       |                                |                                |                                |                                |                                |                                |
|              |                                |                                |                                |                                |                                |                                |
| Чин / звание | Полковник                      | Подполко́вник                   | Капитан                        | Штабс-капитан                  | Пору́чик                        | Подпору́чик                     |
| Группа       | Штаб-офицеры                   | Штаб-офицеры                   | Обер-офицеры                   | Обер-офицеры                   | Обер-офицеры                   | Обер-офицеры                   |

| Описание        | Знаки различия (1890—1904 гг.) | Знаки различия (1890—1904 гг.) | Знаки различия (1890—1904 гг.) | Знаки различия (1890—1904 гг.) | Знаки различия (1890—1904 гг.) |
| --------------- | ------------------------------ | ------------------------------ | ------------------------------ | ------------------------------ | ------------------------------ |
| Погоны          |                                |                                |                                |                                |                                |
| Воинское звание | Фельдфебель                    | Старший унтер-офицер           | Младший унтер-офицер           | Ефрейтор                       | Гренадер                       |
| Группа          | Унтер-офицеры                  | Унтер-офицеры                  | Унтер-офицеры                  | Солдаты                        | Солдаты                        |

#### Другие знаки различия

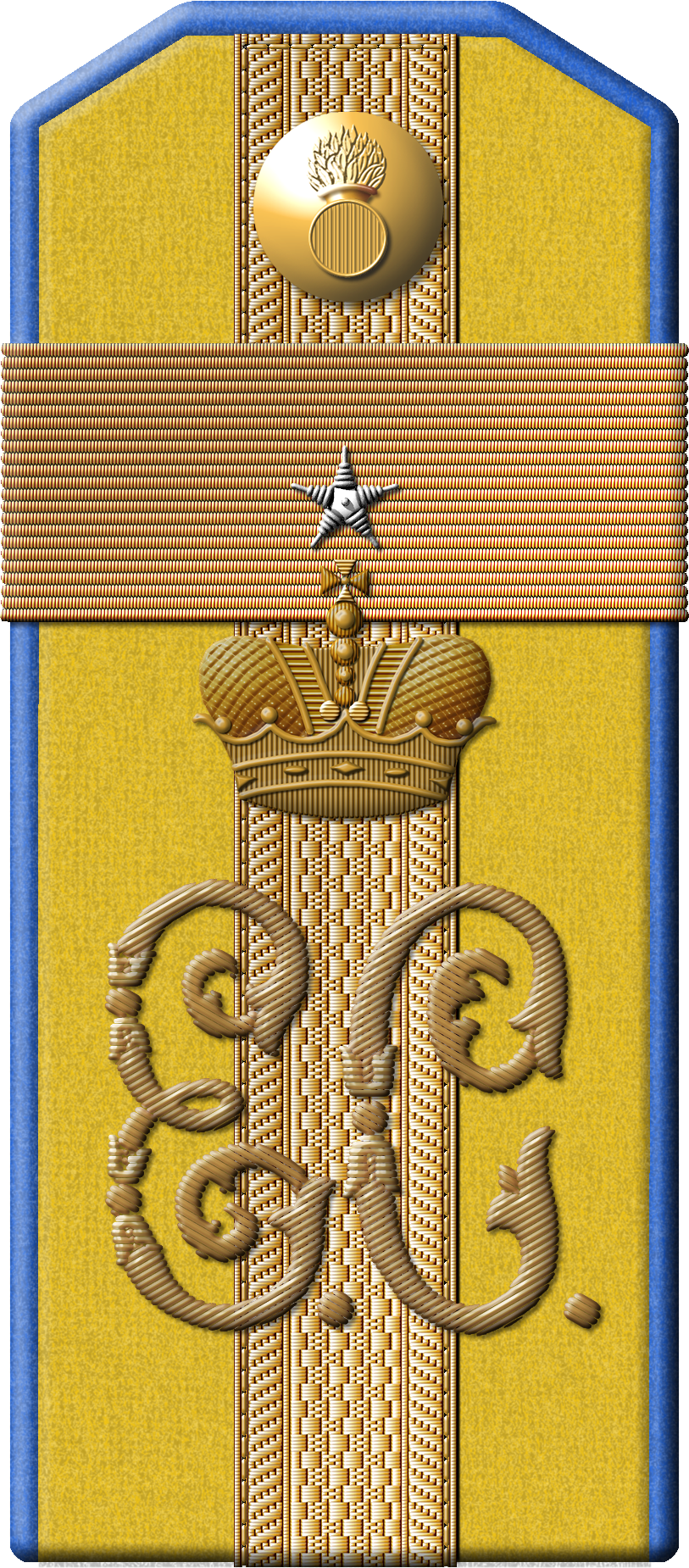
Погон воинского звания (1907-1911 гг.) «Зауряд-прапорщик, в должности фельдфебеля»
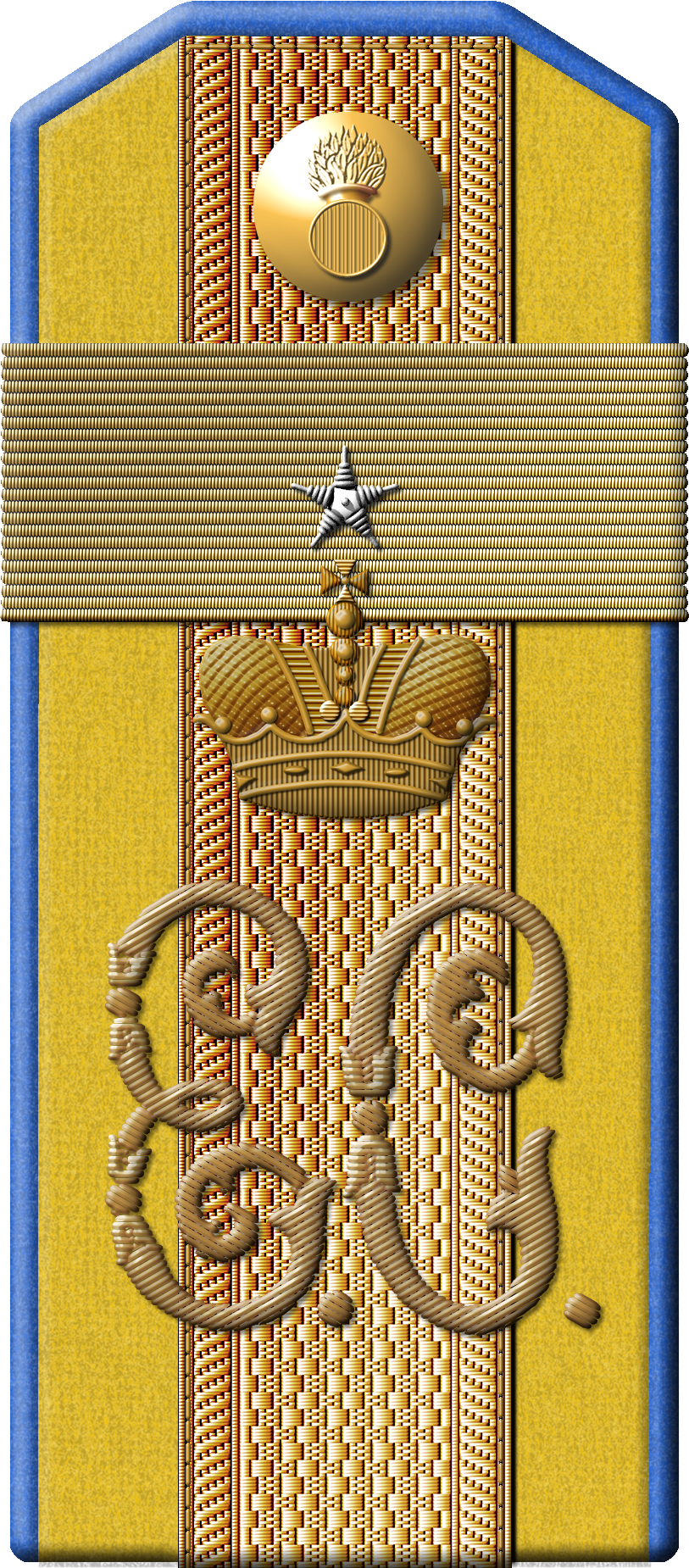
Погон воинского звания (1911-1912 гг.) «Зауряд-прапорщик, в должности фельдфебеля»
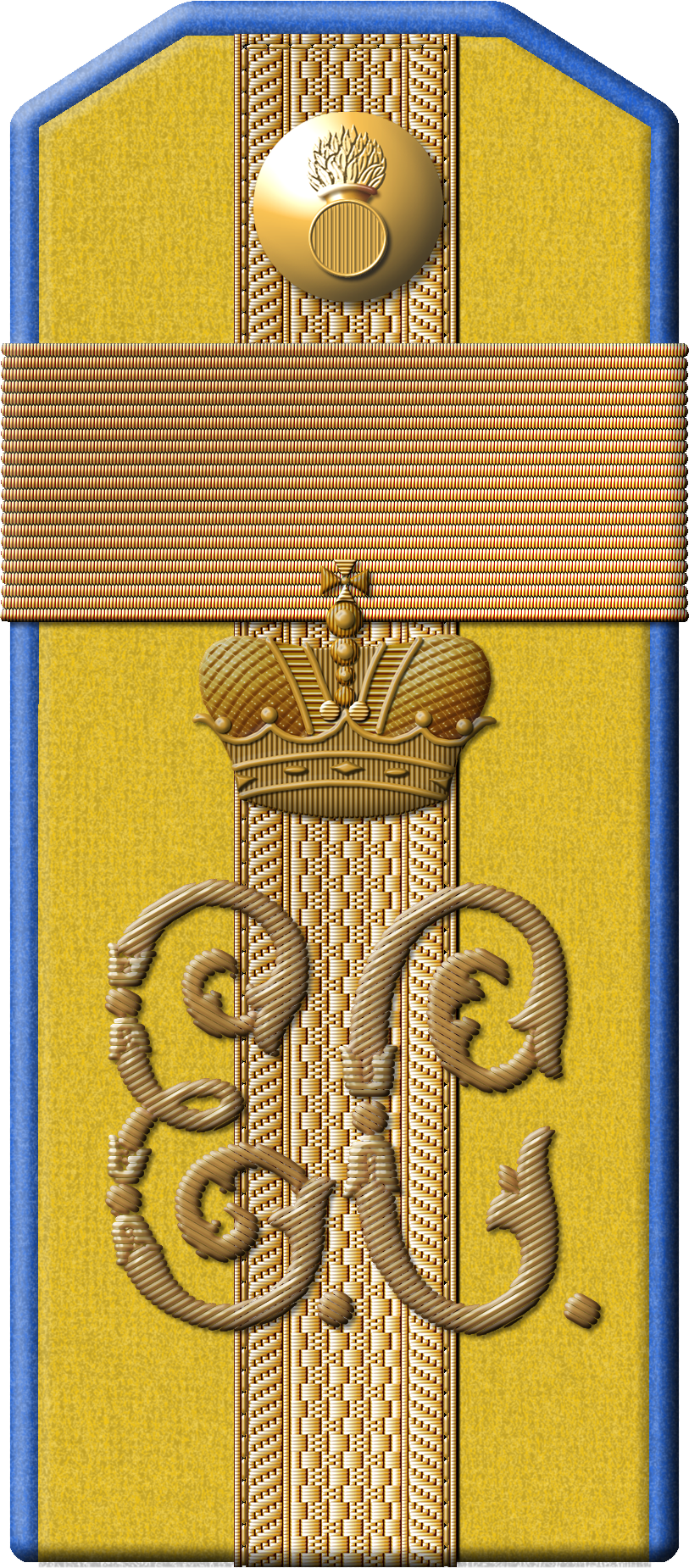
Погон воинского звания (1907-1911 гг.) «Подпрапорщик в должности фельдфебеля»
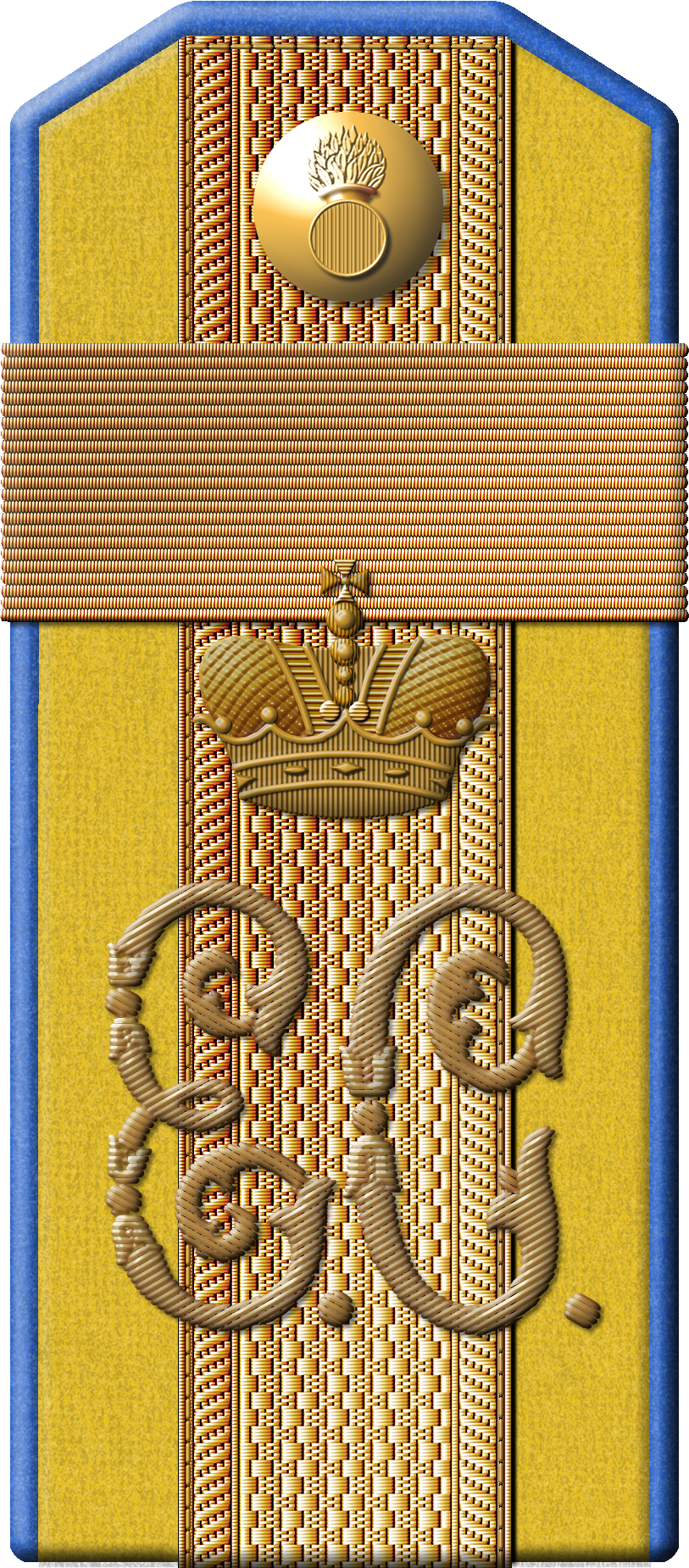
Погон воинского звания (1911-1912 гг.) «Подпрапорщик в должности фельдфебеля»
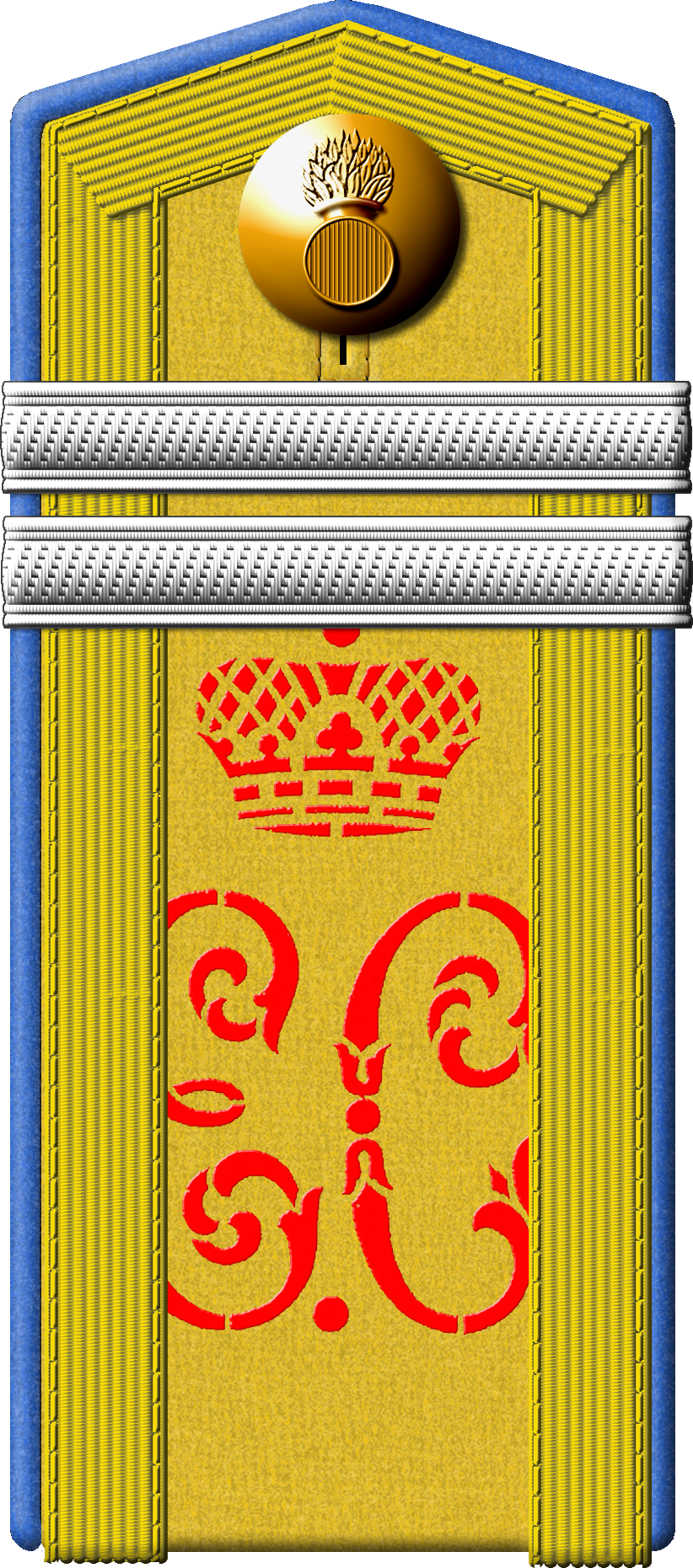
Погон воинского звания (1911-1912 гг.) «Младший унтер-офицер сверхсрочной службы»
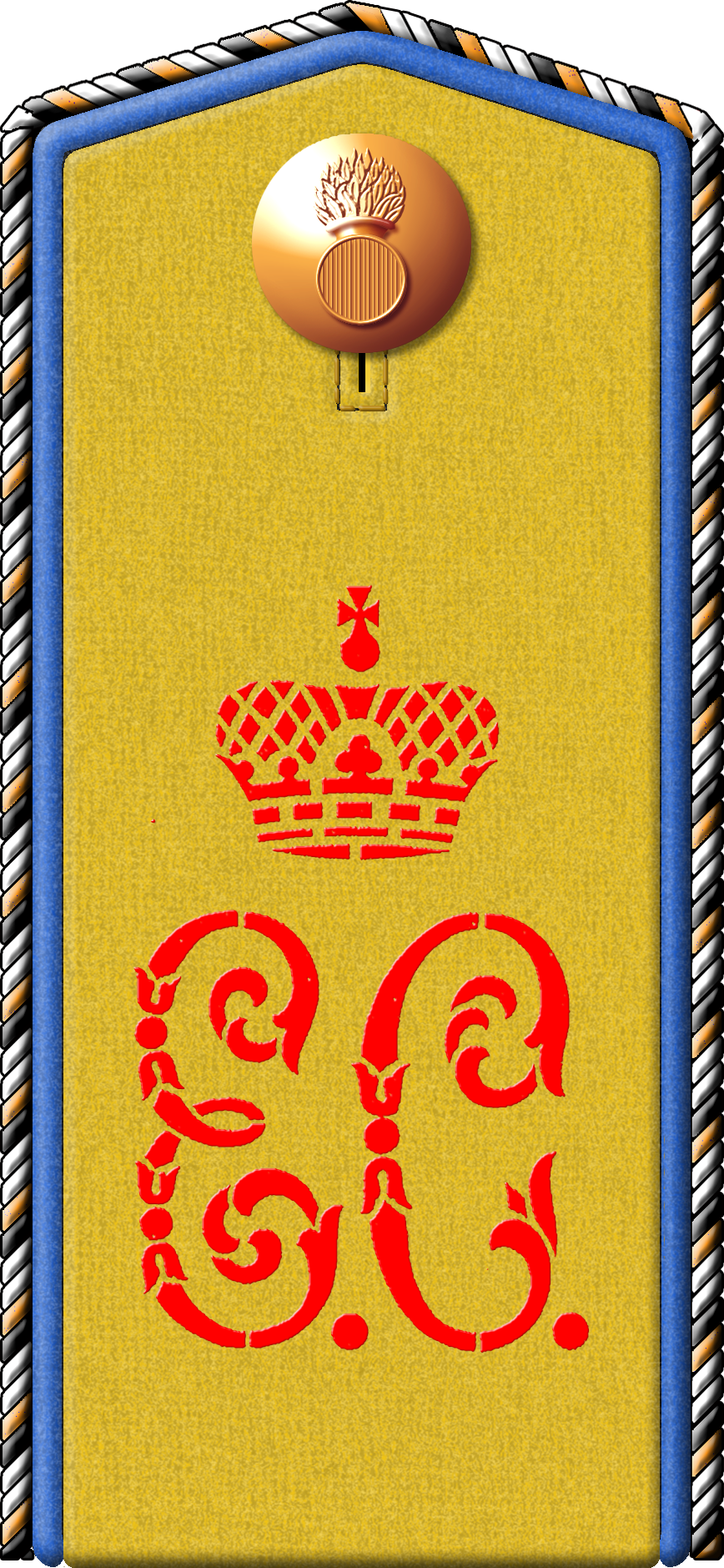
Погон воинского звания (1907-1912 гг.) «Гренадер на правах вольноопределяющегося»

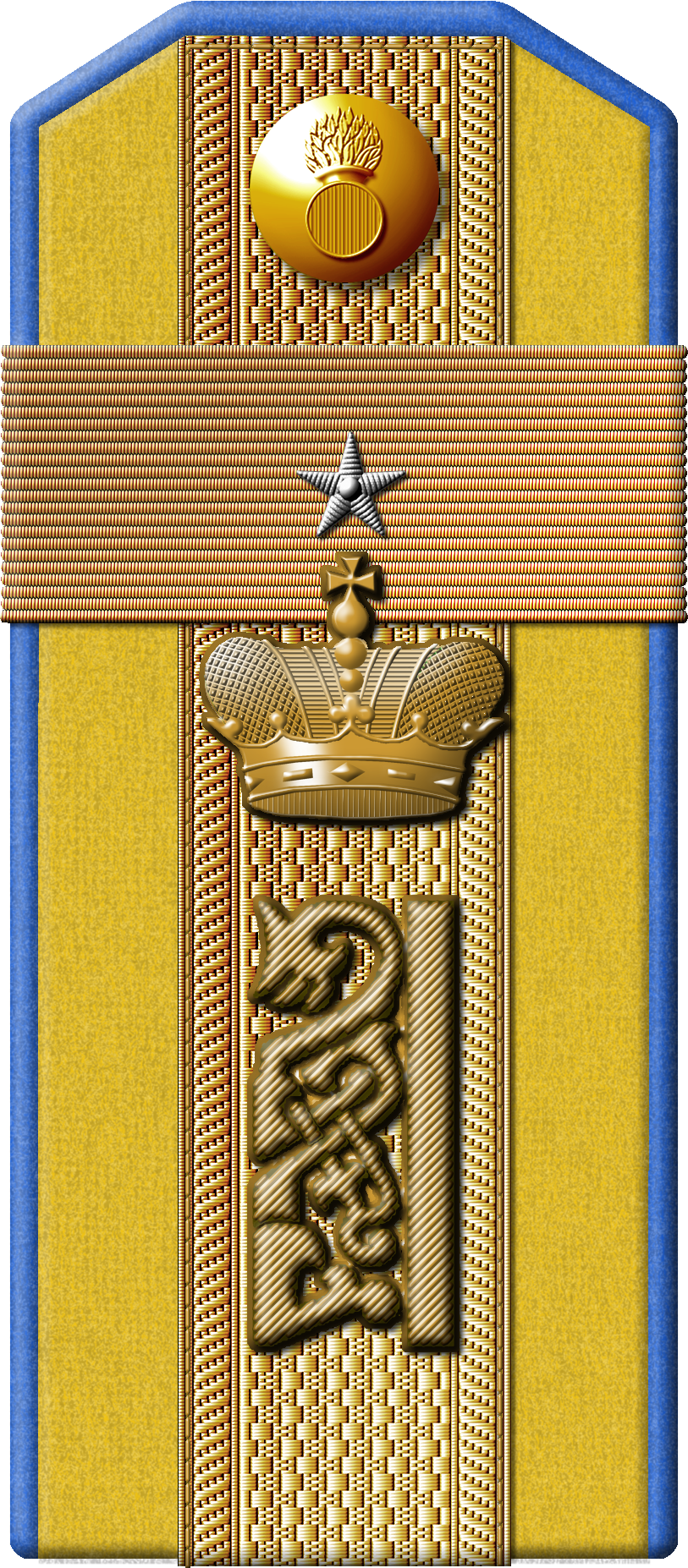
Погон воинского звания (1912-1917 гг.) «Зауряд-прапорщик, на должности фельдфебеля»
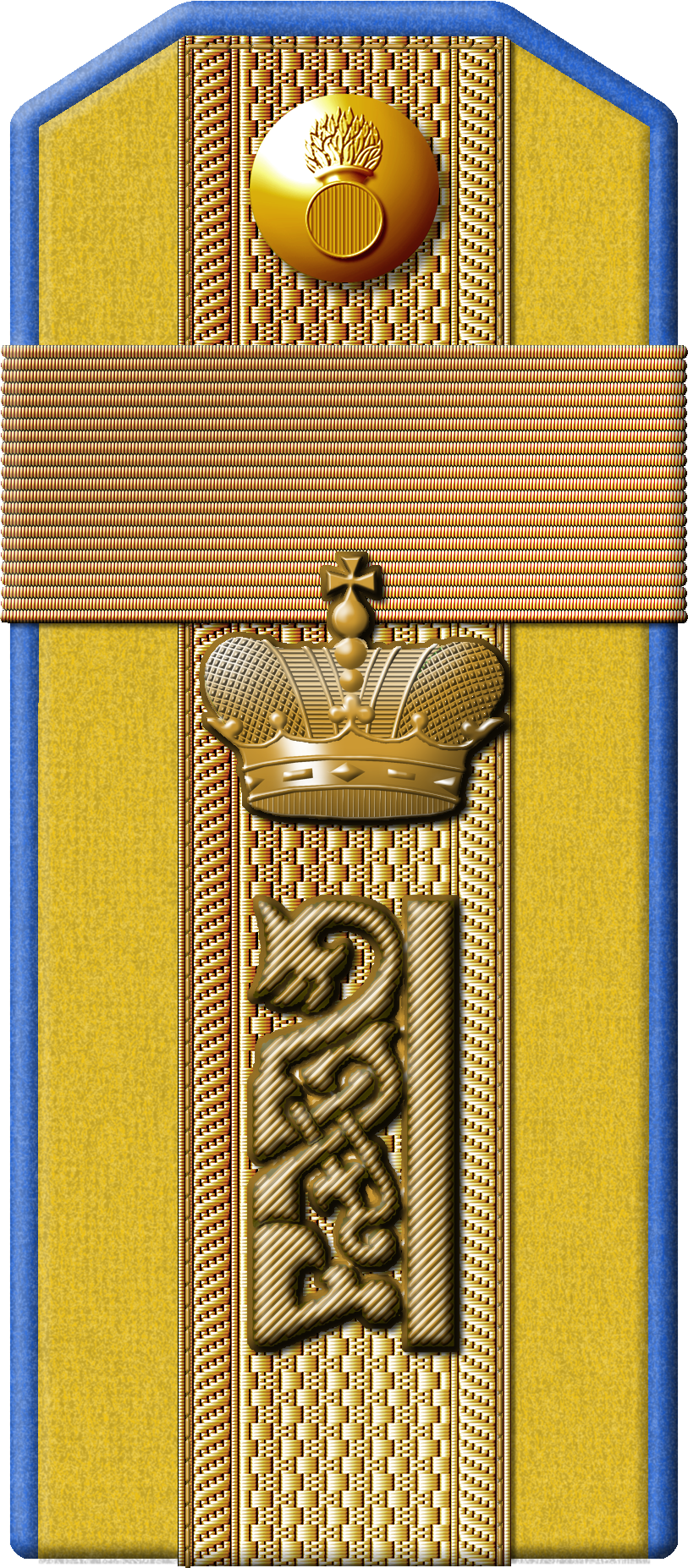
Погон воинского звания (1912-1917 гг.) «Подпрапорщик в должности фельдфебеля»
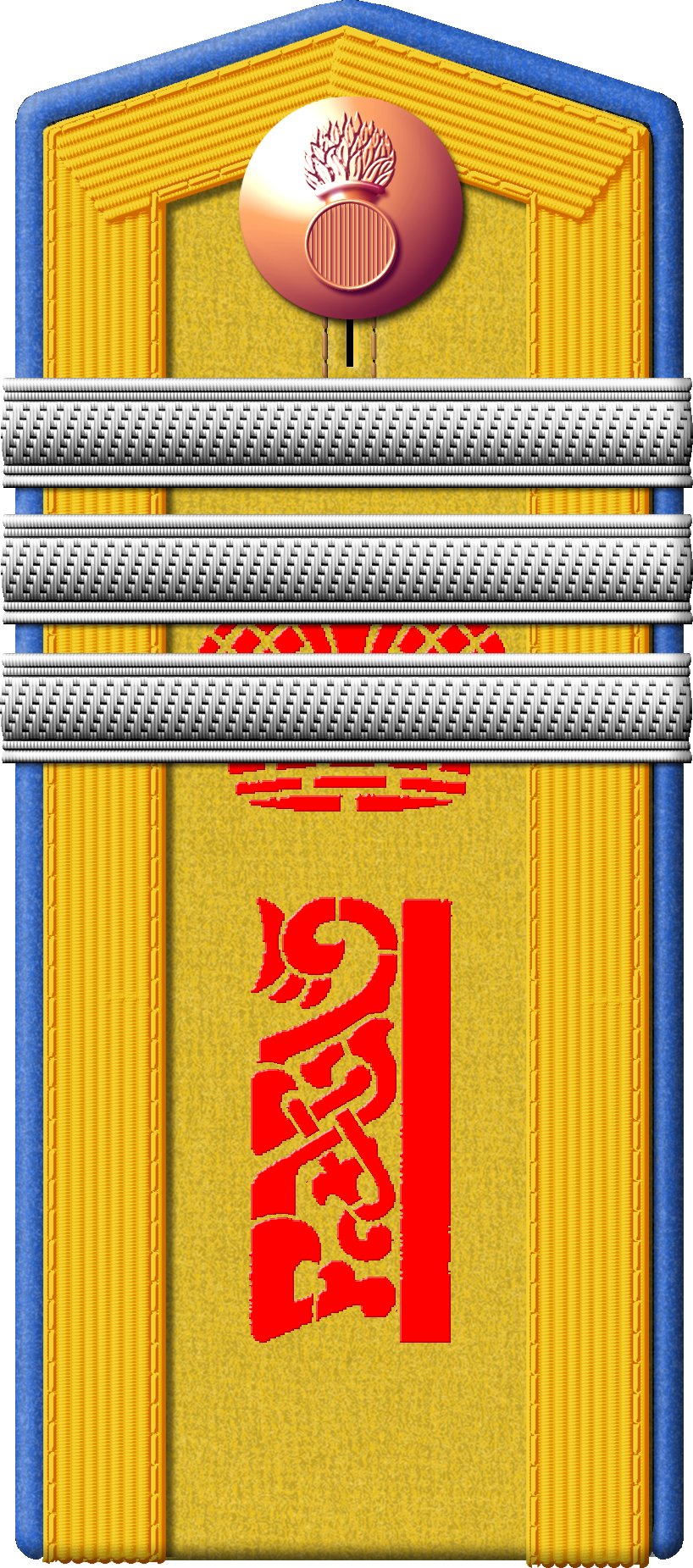
Погон воинского звания (1912-1917 гг.) «Старший унтер-офицер сверхсрочной службы»
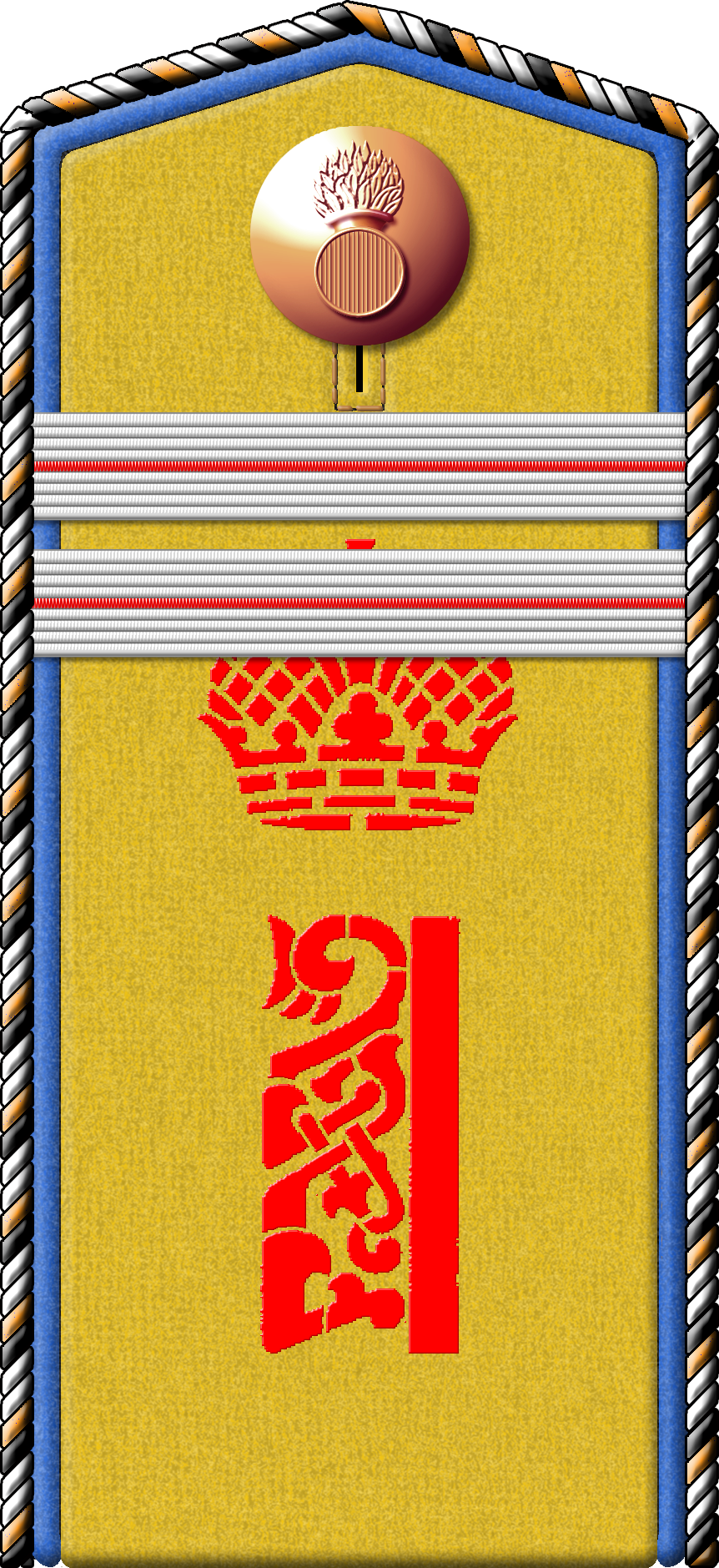
Погон воинского звания (1912-1917 гг.) «Младший унтер-офицер на правах вольноопределяющегося»
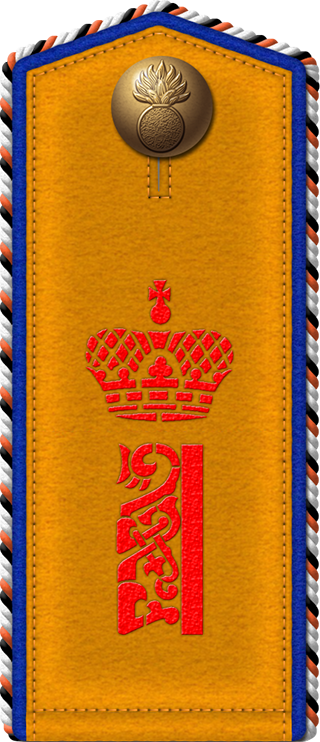
Погон воинского звания (1914-1917 гг.) «Вольноопределяющийся рядового звания»

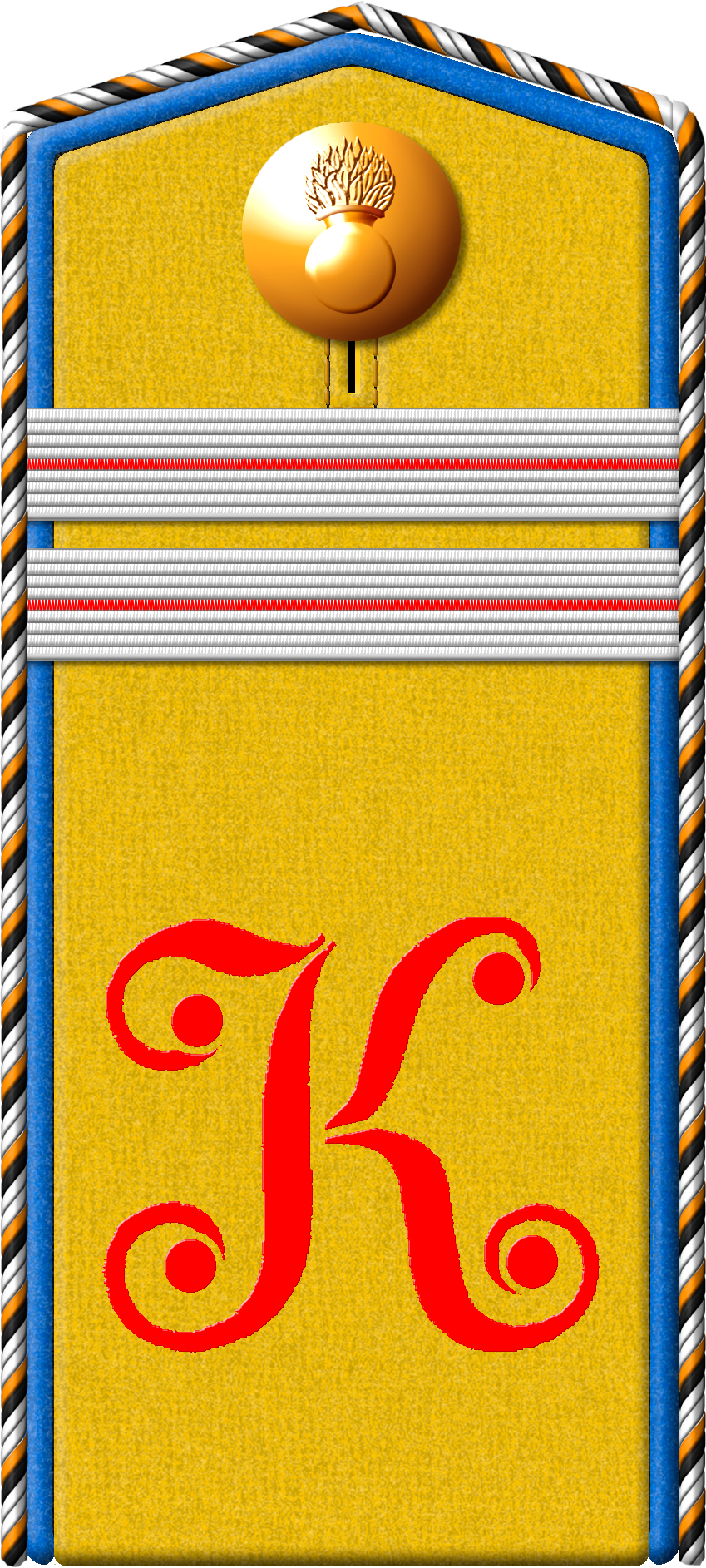
Погон воинского звания (1890-1904 гг.) «Младший/ротный фельдшер, окончивший военно-фельдшерскую школу»

### 1904—1905 гг.
| Описание     | Знаки различия (1904—1905 гг.) | Знаки различия (1904—1905 гг.) | Знаки различия (1904—1905 гг.) | Знаки различия (1904—1905 гг.) | Знаки различия (1904—1905 гг.) | Знаки различия (1904—1905 гг.) |
| ------------ | ------------------------------ | ------------------------------ | ------------------------------ | ------------------------------ | ------------------------------ | ------------------------------ |
|              |                                |                                |                                |                                |                                |                                |
| Погоны       |                                |                                |                                |                                |                                |                                |
|              |                                |                                |                                |                                |                                |                                |
| Чин / звание | Полковник                      | Подполко́вник                   | Капитан                        | Штабс-капитан                  | Пору́чик                        | Подпору́чик                     |
| Группа       | Штаб-офицеры                   | Штаб-офицеры                   | Обер-офицеры                   | Обер-офицеры                   | Обер-офицеры                   | Обер-офицеры                   |

| Описание        | Знаки различия (1904—1905 гг.) | Знаки различия (1904—1905 гг.) | Знаки различия (1904—1905 гг.) | Знаки различия (1904—1905 гг.) | Знаки различия (1904—1905 гг.) |
| --------------- | ------------------------------ | ------------------------------ | ------------------------------ | ------------------------------ | ------------------------------ |
| Погоны          |                                |                                |                                |                                |                                |
| Воинское звание | Фельдфебель                    | Старший унтер-офицер           | Младший унтер-офицер           | Ефрейтор                       | Гренадер                       |
| Группа          | Унтер-офицеры                  | Унтер-офицеры                  | Унтер-офицеры                  | Рядовые                        | Рядовые                        |

### 1907—1912 гг.
| Описание     | Знаки различия (1907—1912 гг.) | Знаки различия (1907—1912 гг.) | Знаки различия (1907—1912 гг.) | Знаки различия (1907—1912 гг.) | Знаки различия (1907—1912 гг.) | Знаки различия (1907—1912 гг.) |
| ------------ | ------------------------------ | ------------------------------ | ------------------------------ | ------------------------------ | ------------------------------ | ------------------------------ |
|              |                                |                                |                                |                                |                                |                                |
| Погоны       |                                |                                |                                |                                |                                |                                |
|              |                                |                                |                                |                                |                                |                                |
| Чин / звание | Полковник                      | Подполко́вник                   | Капитан                        | Штабс-капитан                  | Пору́чик                        | Подпору́чик                     |
| Группа       | Штаб-офицеры                   | Штаб-офицеры                   | Обер-офицеры                   | Обер-офицеры                   | Обер-офицеры                   | Обер-офицеры                   |

| Описание        | Знаки различия (1907—1912 гг.) | Знаки различия (1907—1912 гг.) | Знаки различия (1907—1912 гг.) | Знаки различия (1907—1912 гг.) | Знаки различия (1907—1912 гг.) | Знаки различия (1907—1912 гг.) | Знаки различия (1907—1912 гг.) |
| --------------- | ------------------------------ | ------------------------------ | ------------------------------ | ------------------------------ | ------------------------------ | ------------------------------ | ------------------------------ |
| Погоны          | 1907—1911 гг. · 1911—1912 гг.  | 1907—1911 гг. · 1911—1912 гг.  |                                |                                |                                |                                |                                |
| Воинское звание | Зауряд-прапорщик               | Подпрапорщик                   | Фельдфебель                    | Старший унтер-офицер           | Младший унтер-офицер           | Ефрейтор                       | Гренадер                       |
| Группа          | Унтер-офицеры                  | Унтер-офицеры                  | Унтер-офицеры                  | Унтер-офицеры                  | Унтер-офицеры                  | Рядовые                        | Рядовые                        |

#### Другие знаки различия
- Погон воинского звания
(1907-1911 гг.)
«Зауряд-прапорщик,
в должности фельдфебеля»
- Погон воинского звания
(1911-1912 гг.)
«Зауряд-прапорщик,
в должности фельдфебеля»
- Погон воинского звания
(1907-1911 гг.)
«Подпрапорщик
в должности
фельдфебеля»
- Погон воинского звания
(1911-1912 гг.)
«Подпрапорщик
в должности
фельдфебеля»
- Погон воинского звания
(1911-1912 гг.)
«Младший унтер-офицер
сверхсрочной службы»
- Погон воинского звания
(1907-1912 гг.)
«Гренадер на правах
вольноопределяющегося»

### 1912—1917 гг.
| Описание     | Знаки различия (1912—1917 гг.) | Знаки различия (1912—1917 гг.) | Знаки различия (1912—1917 гг.) | Знаки различия (1912—1917 гг.) | Знаки различия (1912—1917 гг.) | Знаки различия (1912—1917 гг.) | Знаки различия (1912—1917 гг.) |
| ------------ | ------------------------------ | ------------------------------ | ------------------------------ | ------------------------------ | ------------------------------ | ------------------------------ | ------------------------------ |
|              |                                |                                |                                |                                |                                |                                |                                |
| Погоны       |                                |                                |                                |                                |                                |                                |                                |
|              |                                |                                |                                |                                |                                |                                |                                |
| Чин / звание | Полковник                      | Подполко́вник                   | Капитан                        | Штабс-капитан                  | Пору́чик                        | Подпору́чик                     | Прапорщик                      |
| Группа       | Штаб-офицеры                   | Штаб-офицеры                   | Обер-офицеры                   | Обер-офицеры                   | Обер-офицеры                   | Обер-офицеры                   | Обер-офицеры                   |

| Описание        | Знаки различия (1912—1917 гг.) | Знаки различия (1912—1917 гг.) | Знаки различия (1912—1917 гг.) | Знаки различия (1912—1917 гг.) | Знаки различия (1912—1917 гг.) | Знаки различия (1912—1917 гг.) | Знаки различия (1912—1917 гг.) |
| --------------- | ------------------------------ | ------------------------------ | ------------------------------ | ------------------------------ | ------------------------------ | ------------------------------ | ------------------------------ |
| Погоны          |                                |                                |                                |                                |                                |                                |                                |
| Воинское звание | Зауряд-прапорщик               | Подпрапорщик                   | Фельдфебель                    | Старший унтер-офицер           | Младший унтер-офицер           | Ефрейтор                       | Гренадер                       |
| Группа          | Унтер-офицеры                  | Унтер-офицеры                  | Унтер-офицеры                  | Унтер-офицеры                  | Унтер-офицеры                  | Рядовые                        | Рядовые                        |

| Описание        | Знаки различия (1914—1917 гг.) | Знаки различия (1914—1917 гг.) | Знаки различия (1914—1917 гг.) | Знаки различия (1914—1917 гг.) | Знаки различия (1914—1917 гг.) | Знаки различия (1914—1917 гг.) | Знаки различия (1914—1917 гг.) |
| --------------- | ------------------------------ | ------------------------------ | ------------------------------ | ------------------------------ | ------------------------------ | ------------------------------ | ------------------------------ |
|                 |                                |                                |                                |                                |                                |                                |                                |
| Походные погоны |                                |                                |                                |                                |                                |                                |                                |
|                 |                                |                                |                                |                                |                                |                                |                                |
| Чин / звание    | Полковник                      | Подполко́вник                   | Капитан                        | Штабс-капитан                  | Пору́чик                        | Подпору́чик                     | Прапорщик                      |
| Группа          | Штаб-офицеры                   | Штаб-офицеры                   | Обер-офицеры                   | Обер-офицеры                   | Обер-офицеры                   | Обер-офицеры                   | Обер-офицеры                   |

| Описание        | Знаки различия (1914—1917 гг.) | Знаки различия (1914—1917 гг.) | Знаки различия (1914—1917 гг.) | Знаки различия (1914—1917 гг.) | Знаки различия (1914—1917 гг.) | Знаки различия (1914—1917 гг.) |
| --------------- | ------------------------------ | ------------------------------ | ------------------------------ | ------------------------------ | ------------------------------ | ------------------------------ |
| Походные погоны |                                |                                |                                |                                |                                |                                |
| Воинское звание | Подпрапорщик                   | Фельдфебель                    | Старший унтер-офицер           | Младший унтер-офицер           | Ефрейтор                       | Гренадер                       |
| Группа          | Унтер-офицеры                  | Унтер-офицеры                  | Унтер-офицеры                  | Унтер-офицеры                  | Рядовые                        | Рядовые                        |

#### Другие знаки различия
- Погон воинского звания
(1912-1917 гг.)
«Зауряд-прапорщик,
на должности фельдфебеля»
- Погон воинского звания
(1912-1917 гг.)
«Подпрапорщик
в должности
фельдфебеля»
- Погон воинского звания
(1912-1917 гг.)
«Старший унтер-офицер
сверхсрочной службы»
- Погон воинского звания
(1912-1917 гг.)
«Младший унтер-офицер на правах
вольноопределяющегося»
- Погон воинского звания
(1914-1917 гг.)
«Вольноопределяющийся 
рядового звания»

#### Другие походные погоны
- Погон воинского звания
(1914-1917 гг.)
«Подпрапорщик»
на офицерской
должности
- Погон воинского звания
(1914-1917 гг.)
«Подпрапорщик
на должности
фельдфебеля»

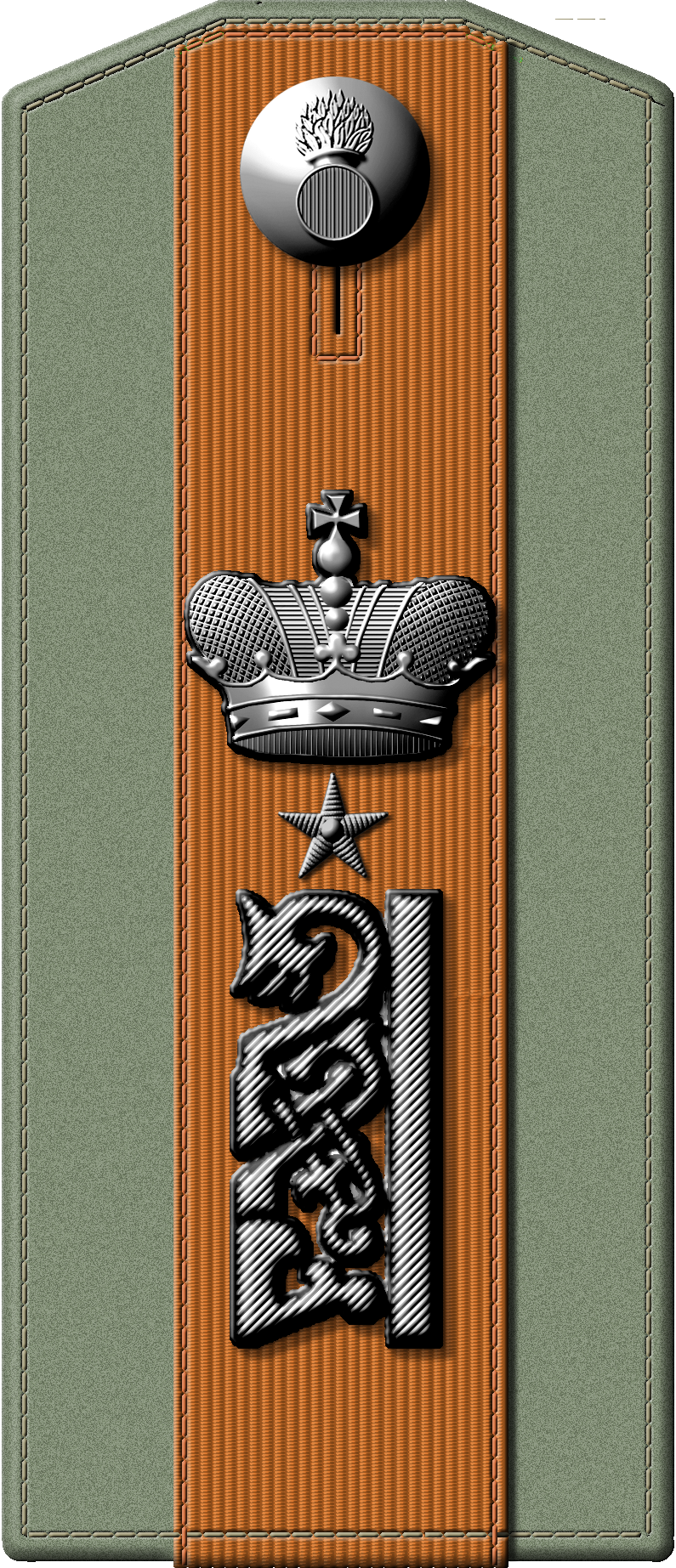
Погон воинского звания (1914-1917 гг.) «Старший унтер-офицер сверхсрочной службы»
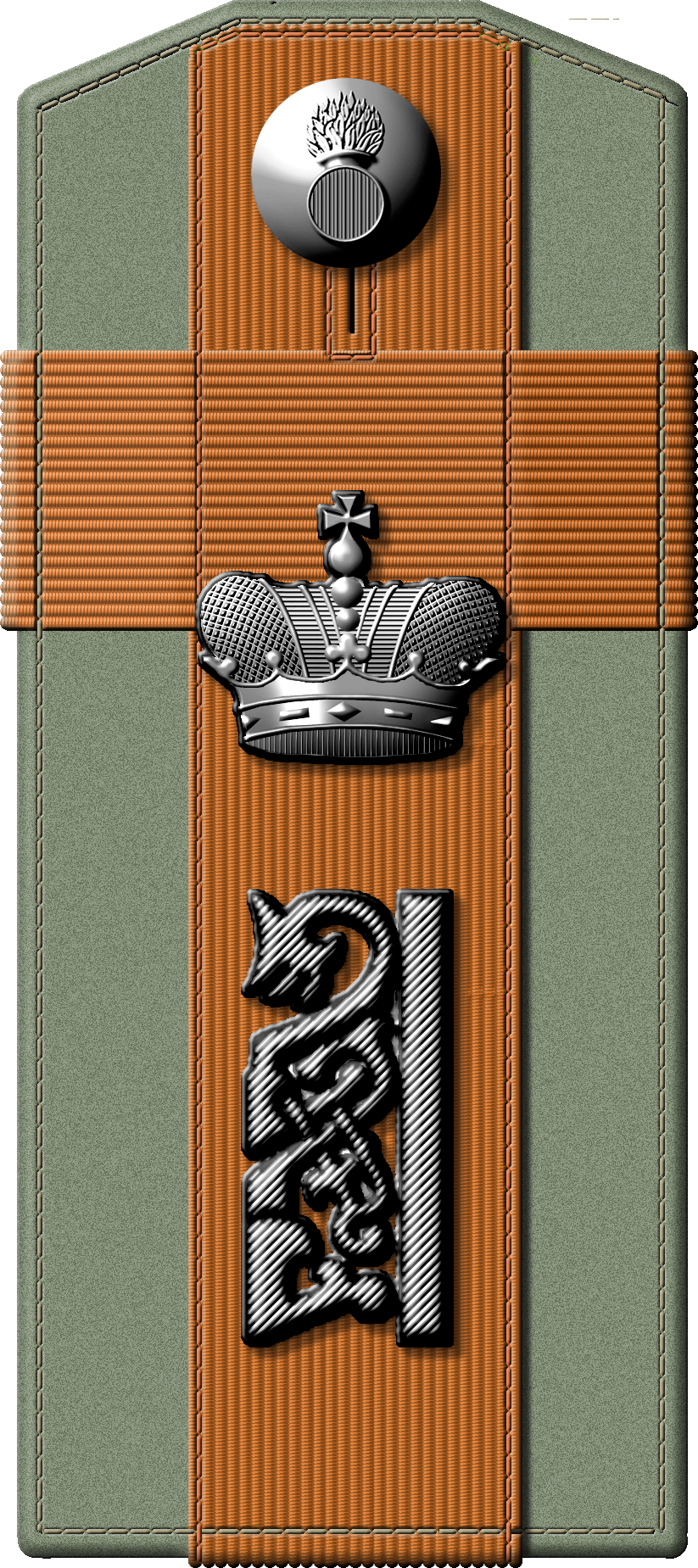
Погон воинского звания (1914-1917 гг.) «Младший унтер-офицер на правах вольноопределяющегося»
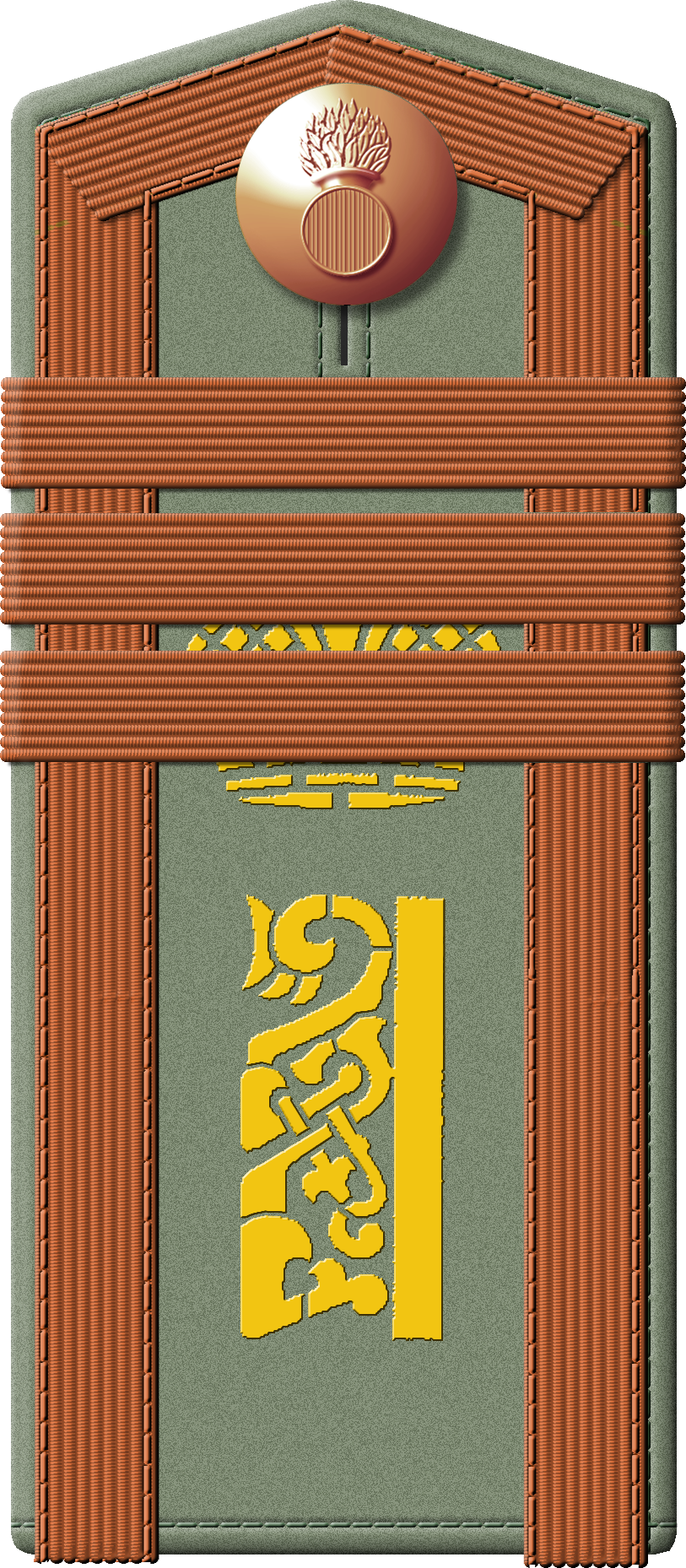
Погон воинского звания (1914-1917 гг.) «Старший унтер-офицер сверхсрочной службы»
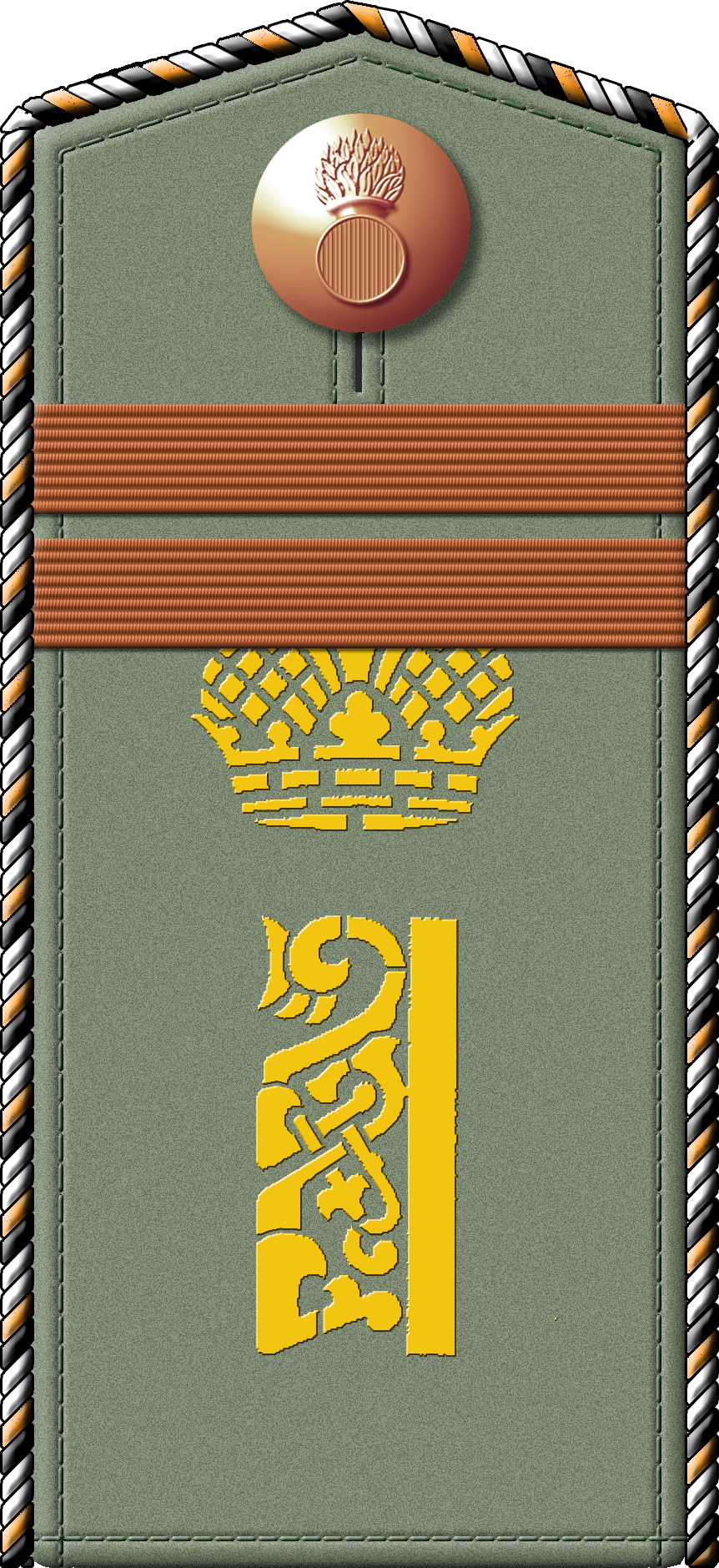
Погон воинского звания (1914-1917 гг.) «Младший унтер-офицер на правах вольноопределяющегося»
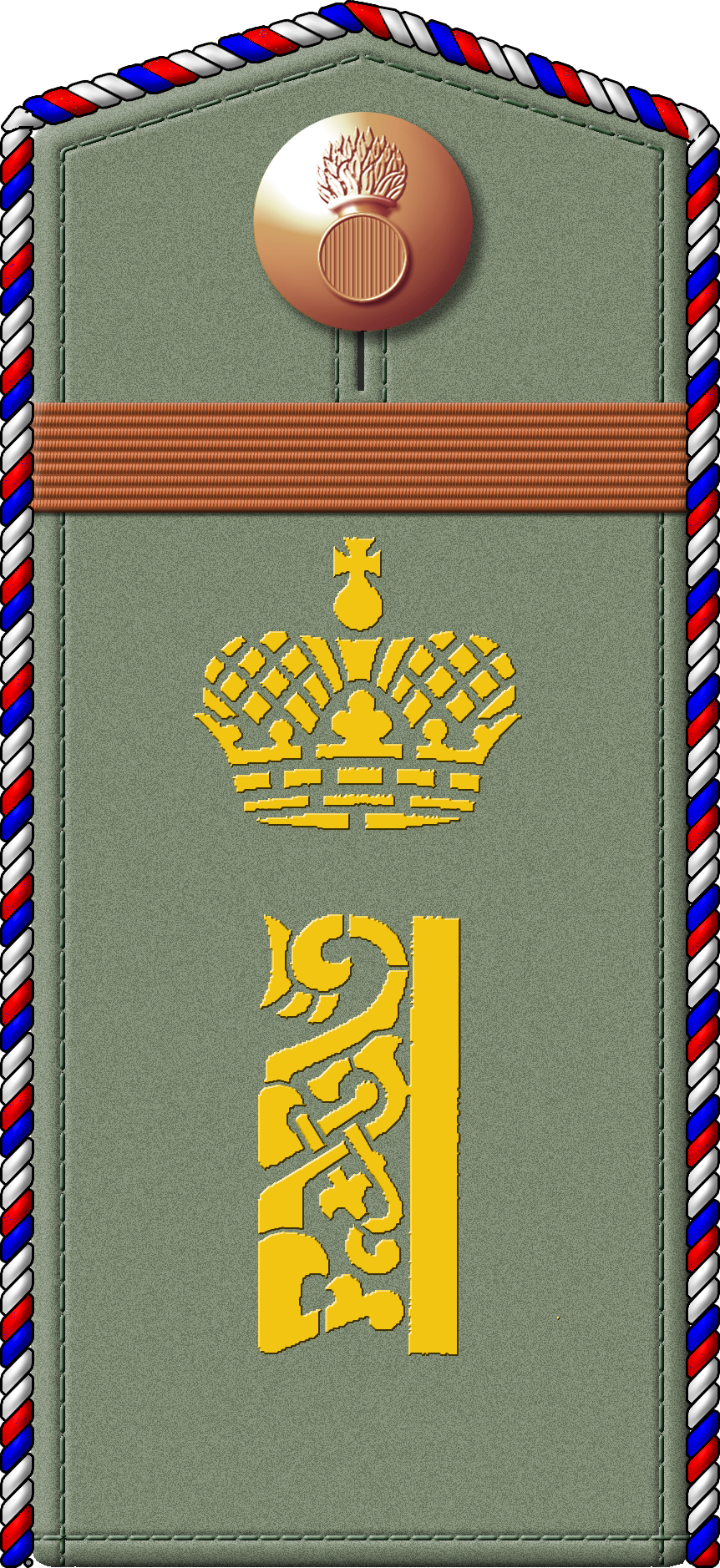
Погон воинского звания (1914-1917 гг.) «Ефрейтор из охотников»

- Погон воинского звания
(1914-1917 гг.)
«Ефрейтор
из охотников»

## Боевые отличия
1. Полковое знамя Георгиевское, за сражение при Шёнграбене
2. Две серебряные трубы с надписью: «В память атаки и вступления в г. Берлин Киевского пехотного полка 1760 г., Сентября 28 дня».
3. Серебряная труба с надписью: «За отличие 14 Августа 1813 г. при Кацбахе 3-го Карабинерного полка, переименованного из 8-го Егерского», пожалована 30.11.1813 г.
4. Знаки на шапки за походы 1812 и 1813 гг., пожалованы 2.04.1814 г.

## Нагрудный знак
Утвержден 17 апреля 1908 года.
Золотой герб полка (на голубом поле св. Архистратиг Михаил в серебряном одеянии). Герб наложен на восьмиконечную белую эмалевую звезду, на концах которой золотом изображены вензеля Императоров Петра I и Николая II, юбилейные даты: «1700-1900» и девиз: «5 против 30», напоминающий отличие, оказанное полком в Шенграбенском бою, за которое он получил первое в пехоте Георгиевское знамя.

## Знамя полка

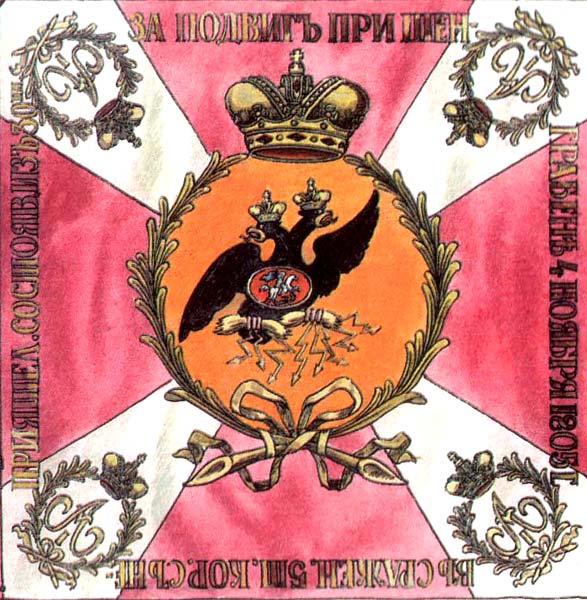
Георгиевское знамя Киевского гренадерского полка образца 1806 г.

В 1806 году в русской армии были введены наградные Георгиевские знамёна. В общем они повторяли образец 1803 года, но по периметру полотнища было написано отличие полка. В навершии знамени вместо орла помещался Георгиевский крест, под навершием повязывалась черно-оранжевая Георгиевская лента. Знамёна образца 1806 года получил первым Киевский гренадерский полк (13 июня 1806 года) за битву при Шенграбене.
Георгиевское знамя с надписью: «За подвиг при Шенграбене 4 ноября 1805 года в сражении 5 т. корпуса с неприятелем, состоявшим из 30 т.» Знамя отличалось наличием Георгиевского креста в навершии, Георгиевских лент, медальона с Георгиевским крестом на груди двуглавого орла на полотнище. Крест на знамени был малиновым, углы белыми. В углах вензеля Александра I. Надпись отличия шла по периметру. В центре знамени оранжевый медальон под короной, в медальоне двуглавый орёл с перунами, на груди орла овальный щиток с Георгием Победоносцем.

## Памятники
- Упомянут на одной из граней памятника 2-й гренадерской дивизии генерала К. Мекленбургского и сводно-гренадерской дивизии генерала М. С. Воронцова на Бородинском поле: «5-й гренадерский Киевский Генерал-фельдмаршала князя Николая Репнина ныне его императорского высочества наследника цесаревича полк. 1812 г. Киевский гренадерский 24-26 августа выбыло из строя офицеров — 17, нижних чинов 272».
- На Сенатской площади у здания Арсенала, на том месте, где 4 февраля 1905 г. бомбой был убит генерал-губернатор Москвы великий князь Сергей Александрович, 2 апреля 1908 г. на добровольные пожертвования пятого Киевского гренадерского полка, открыт был памятник. Он представлял собою высокий бронзовый с эмалью крест, исполненный по рисунку художника В. М. Васнецова, с изображением Распятия и Скорбящей Божией Матери над ним. Надпись на кресте гласила: «Отче, отпусти им, — не ведают бо, что творят». Памятник был снесен 1 мая 1918 г.

## Известные люди, служившие в полку
- Акцынов, Владимир Петрович — генерал-майор, участник Белого движения в Сибири.
- Гончаров, Сергей Николаевич — брат Натальи Николаевны Гончаровой.
- Горбатовский, Владимир Николаевич — генерал от инфантерии, участник русско-японской войны.
- Нелединский-Мелецкий, Юрий Александрович — поэт, сенатор, статс-секретарь Павла I.
- Полторацкий, Сергей Дмитриевич — журналист, друг А. С. Пушкина.
- Серяков, Лаврентий Авксентьевич — художник-гравёр.
- Трубецкой, Евгений Николаевич, князь — философ, писатель и общественный деятель.
- Туган-Барановский, Степан Иванович — генерал-майор.
- Цеймерн, Николай Карлович — русский генерал, участник Кавказской войны.
- Куперьянов, Юлиус — эстонский военный деятель, лейтенант, командир подразделения разведчиков, глава крупного партизанского формирования, воевавшего против большевиков.

## Комментарии
1. ↑  В тот период носила наименование "2-я дивизия".
2. 1 2  Умер в должности.
3. ↑  Попал в плен в битве при Нарве.
4. ↑  Умер от ран. Высочайшим приказом от 28.11.1812 исключен из списков умершим.